# 瑞士驻中华民国公使馆旧址
瑞士驻中华民国公使馆旧址位于中国江苏省南京市鼓楼区，包括珞珈路46号和宁海路15号，1948年4月至1949年4月由瑞士政府租赁作为驻中华民国公使馆馆址，首任驻华特命全权公使为陶伦德。其中珞珈路46号由陈张平玉购置于1936年，院内含西式两层、三层楼房各一栋和平房两栋，共18间，今为江苏省化工厅干部宿舍。宁海路15号由黄仁霖以其妻之名购置于1936年，院内含西式两层半楼房一栋、平房一栋和汽车房，共17间，今为江苏省轻工厅宿舍。